# Donna Singles
Donna Singles, née à Grand Rapids dans le Michigan (États-Unis) le 8 décembre 1928 et morte à Kalamazoo dans le Michigan le 15 janvier 2005, est une féministe américaine.

## Biographie

### Jeunesse et formation
Donna Singles naît à Grand Rapids dans le Michigan (États-Unis) le 8 décembre 1928 avec une ascendance allemande par sa mère et elle grandit dans un milieu catholique. Après être entrée à la congrégation des sœurs de Saint-Joseph à l'âge de 20 ans, elle étudie la langue et la littérature anglaise et enseigne dans plusieurs écoles de la congrégation, puis suit des études de théologie à l'université catholique de Lyon. Son mémoire de maîtrise s'intitule La différenciation sexuelle : lieu de la manifestation de l'absolu et elle fait partie des premières femmes à soutenir une thèse de théologie à Lyon, ayant pour sujet Saint Irénée, symbole du christianisme lyonnais.

### Féminisme
Elle parle de réflexions critiques de catholiques américaines dans le bulletin de Femmes et Hommes en Église et écrit dans des revues religieuses telles que Concilium, Lumière et Vie, Culture et Foi, Échanges, Témoignage chrétien et Golias. Après avoir rencontré Marie-Jeanne Bérère et Renée Dufourt, elle rédige avec elles en 1982 Et si on ordonnait les femmes…?, réponse à des textes pontificaux invalidant les femmes prêtres ou diaconesses.
Durant ses conférences, elle explore la notion de sacré qui justifie trop fréquemment les exclusions de femmes dans les différents pans de l'Église.

### Publications personnelles
- « Sur le Symbolisme Feminin », Effort Diaconal, via Women Priests, nos 21-22,‎ 16 et 17 mars 1974, p. 46-48 (lire en ligne, consulté le 25 février 2025)
- « Symbole des épousailles et ministère ordonné », Effort Diaconal, via Women Priests, nos 37-38,‎ septembre 1974 - mars 1975, p. 29-39 (lire en ligne, consulté le 25 février 2025)
- Le temps du salut chez saint Irénée, Profac, thèse de 1980 parue en 2000
- « Des religieuses en mal d'église », Lumière et Vie, no 167,‎ 1984, p. 76-81[2]
- « Jésus a-t-il libéré les femmes? », Le Nouvel Observateur, no 35 « hors-série »,‎ 1999[2]
- L'homme debout - Le credo de saint Irénée, Cerf, 2008[2]

### Publications en commun
- Marie-Jeanne Bérère, Renée Dufourt et Donna Singles, Et si on ordonnait des femmes?, Le Centurion, 1982 (ISBN 978-2-227-31044-5, lire en ligne)

- Mathilde Dubesset, Donna Singles, Renée Dufourt et Michelle Martin‑Grünenwald, « Marie-Jeanne Bérère, théologienne catholique, et la question des femmes dans l’Église », Clio. Femmes, Genre, Histoire, no 15,‎ 1er avril 2002, p. 199–207 (ISSN 1252-7017, DOI 10.4000/clio.97, lire en ligne, consulté le 25 février 2025)